# Nachtdigital

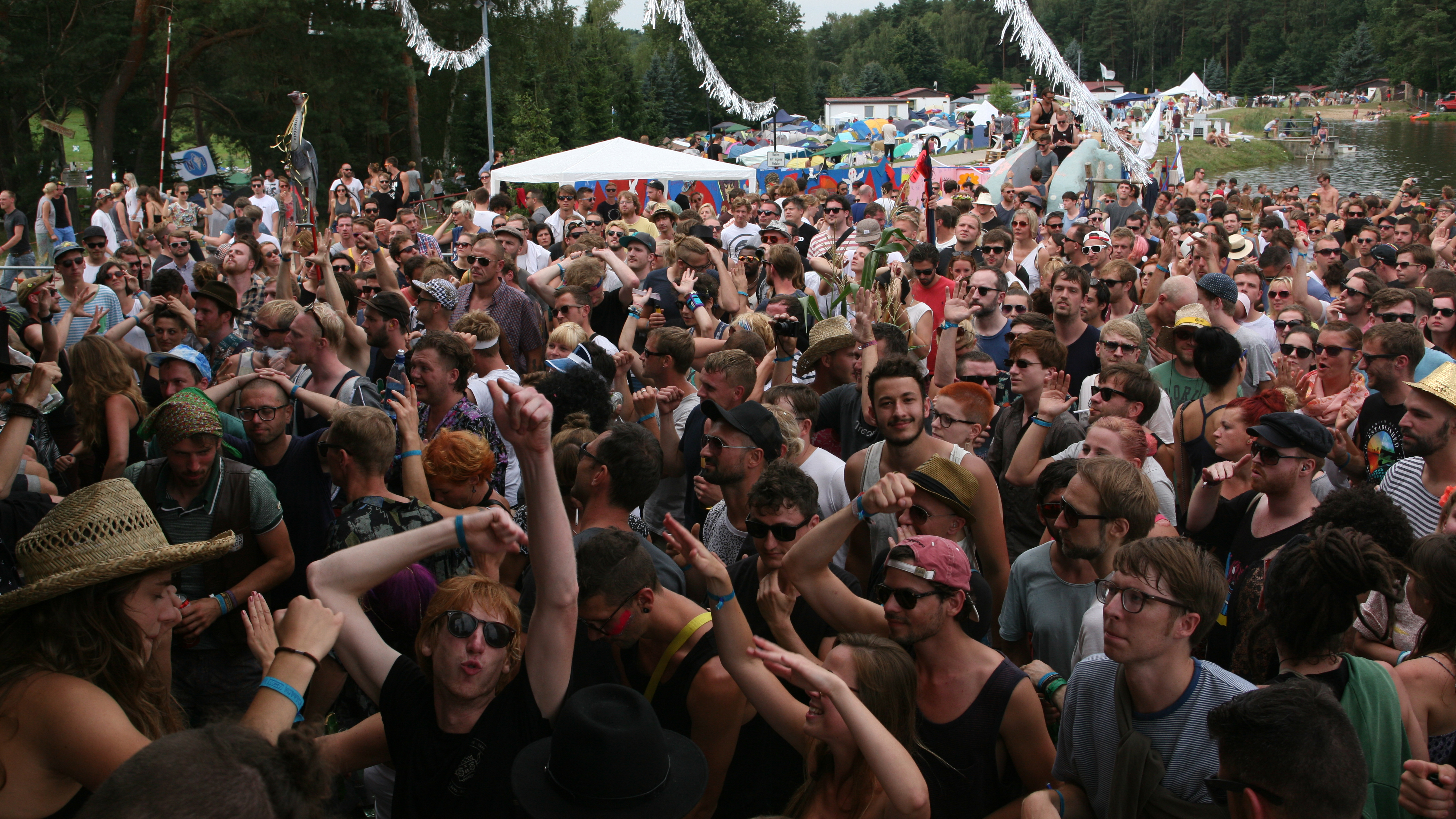
Nachtdigital 2014

Das Nachtdigital war ein Musikfestival für Techno, House und Electronica, welches von 1998 bis 2019 auf dem Gelände des Schullandheims Olganitz durchgeführt wurde. 2022 wurde es von der Nachtdigital-Crew unter dem Namen Escape to Olganitz neu aufgelegt und seit 2023 unter dem Namen Nachti veranstaltet. Mit dem Nachtiville wird im Januar in einem Wasserpark in Weißenhäuser Strand ein Ableger veranstaltet.

## Geschichte

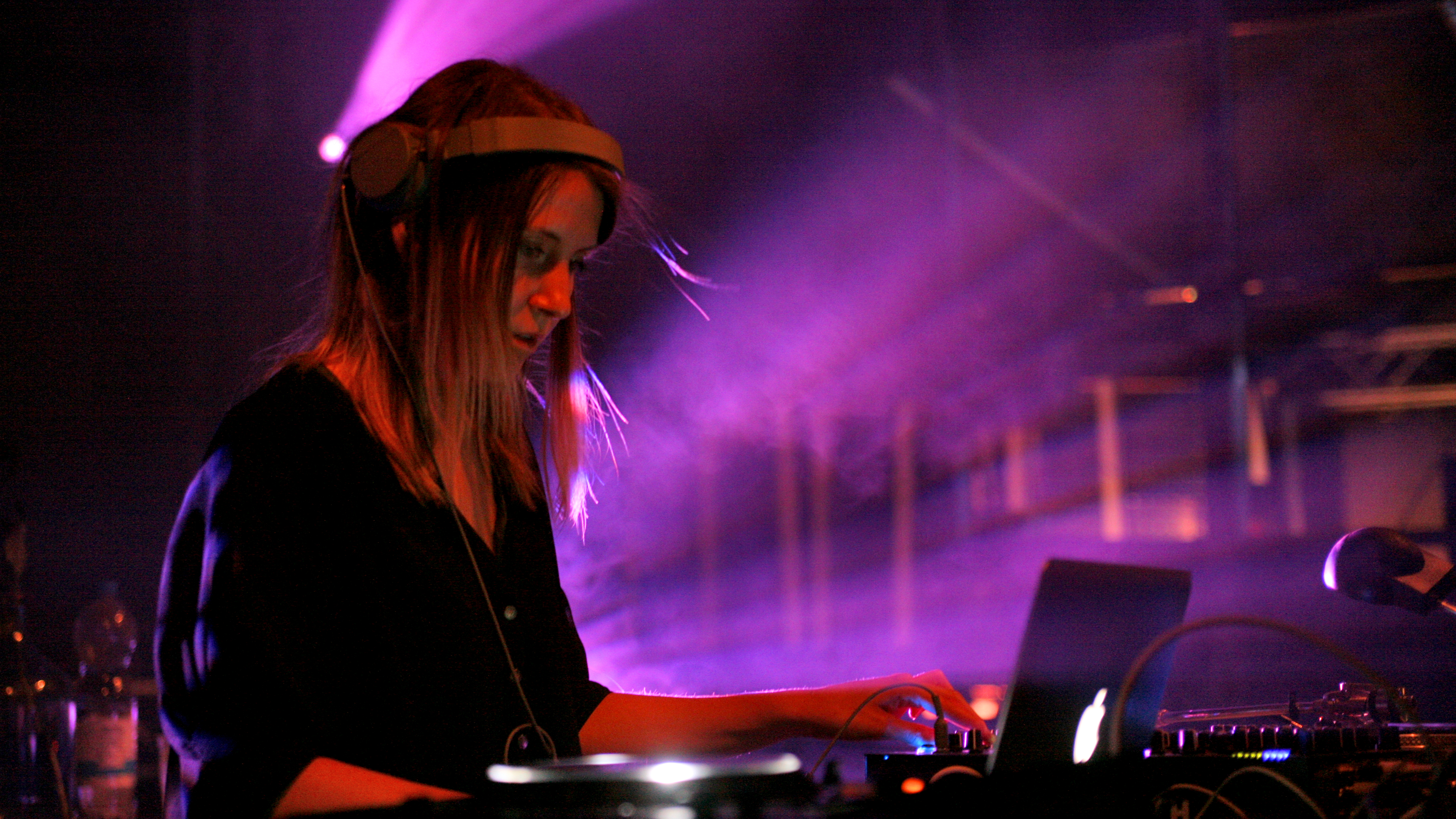
Clara Moto auf dem Nachtdigital 2014

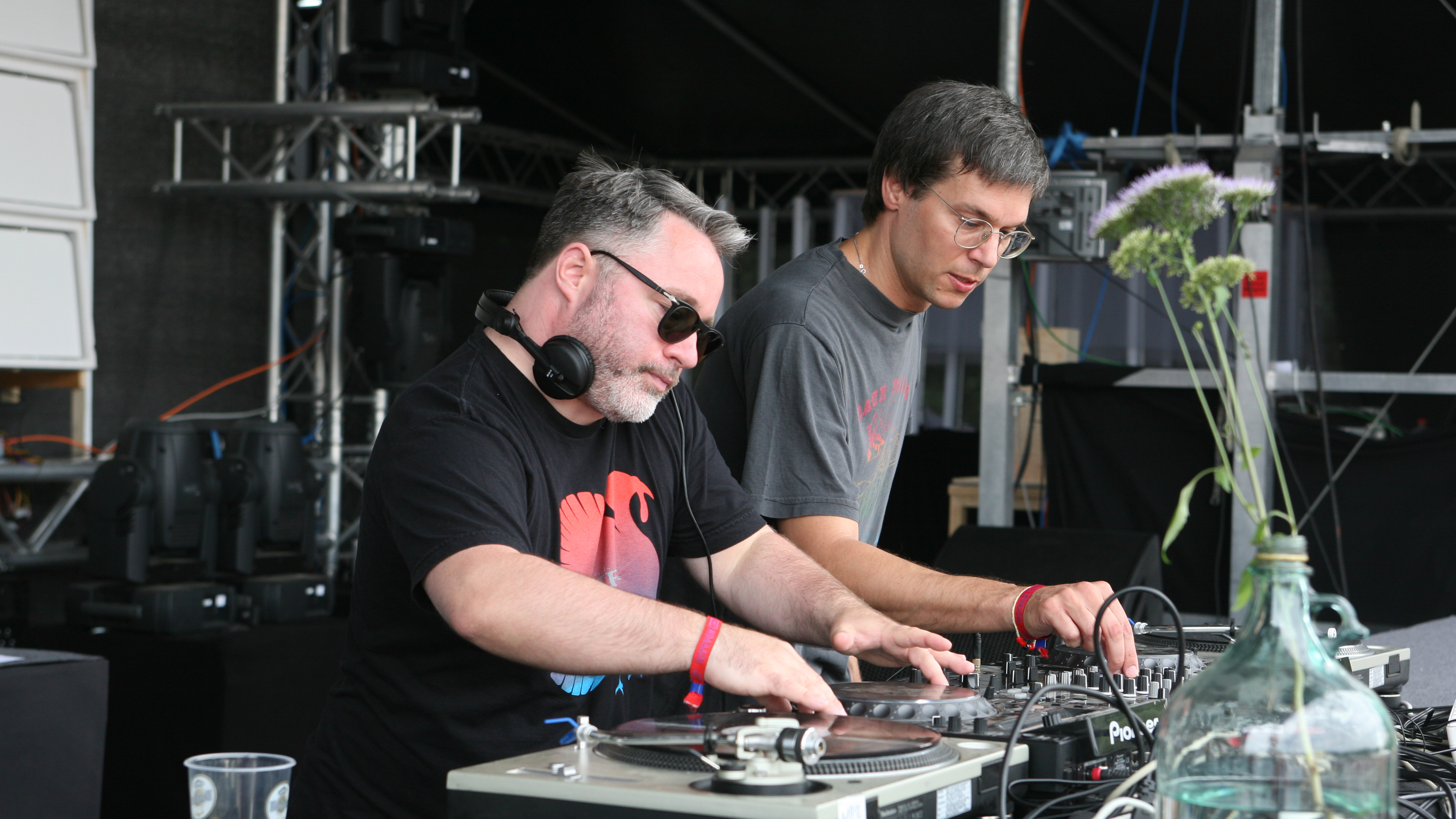
Robag Wruhme auf dem Nachtdigital 2014

Benannt nach der Nachtigall wurde das Festival durch eine rund 20-köpfige Crew geplant und mit etwa 200 Helfern im August 1998 erstmalig durchgeführt. In den Anfangsjahren gab es nur Tagestickets und das Festival war so in den Besucherzahlen stark wetterabhängig. 2005 blieben aufgrund Regen die Besucher fern und durch finanzielle Probleme drohte das Aus. Für 2006 nahm man einen Kredit auf und änderte das Konzept, unter dem Motto „Nummer 9 lebt!“ wurde es zu einem Erfolg mit einem vollen Festivalgelände. Ab 2007 wurde das Festival auf etwa 3000 Besucher begrenzt und sollte so familiär gehalten werden. Es wurden zum Beispiel keine Akkreditierungen herausgegeben.
Das Nachtdigital war in den Folgejahren in der Szene äußerst beliebt, so waren 2013 die Tickets innerhalb von 2,5 Stunden ausverkauft. Betrug 2010 die Zeit bis zum Ausverkauf noch 6 Tage, waren es 2011 nur noch 6 Stunden. 2015 war das Festival bereits nach nur 2 Minuten ausverkauft. In der jüngeren Geschichte des Festivals waren die Tickets jedoch nicht mehr so rasant vergriffen und im Jahr 2018 nach einigen Jahren nicht komplett ausverkauft.
In der Geschichte des Festivals sind unter anderem DJs und Künstler wie Clara Moto, Move D, DJ Koze, Ricardo Villalobos, Dixon, James Holden, Michael Mayer, Mathias Kaden, Stephan Bodzin, Die Vögel oder Brandt Brauer Frick aufgetreten, prägend haben Daniel Stefanik und Manamana sowie als Booker Steffen Bennemann das Festival beeinflusst.
Das Festival hat unter diesen Namen im August 2019 das letzte Mal stattgefunden. Ende Juli 2022 wurde das Festival von der Nachtdigital Crew unter dem Namen „Escape to Olganitz“ neu aufgelegt und war mit 2000 Besuchern ausverkauft, seit August 2023 wird es unter dem Namen „Nachti“ fortgeführt und wieder mit höchstens 3000 Besuchern durchgeführt. Mit einer Pause für 2024 ist die nächste Ausgabe für August 2025 geplant.

## Nachtiville
Im November 2015 wurde ein Schwesterfestival namens Nachtiville im Wasserpark „De Eemhof“ im niederländischen Zeewolde durchgeführt, welches ab 2021 in Weißenhäuser Strand neu aufgelegt werden sollte. Es wurde zweimal verschoben, fand im Januar 2023 das erste Mal mit 3000 Besuchern statt und wird seitdem jährlich im Januar durchgeführt. Veranstaltet wird das Festival in dem Wasserpark „Subtropisches Badeparadies“ auf 6 Indoor-Floors.

## Veröffentlichungen (Auswahl)
Die Nachtdigital-Crew betreibt ein eigenes Label. Darüber veröffentlicht wurde unter anderem:
- 2012: Robag Wruhme – Olgamikks (Mix-CD)
- 2013: Metaboman and Large M / Barnt – Nachti Color
- 2014: Escape To Olganitz (Dokumentarfilm von Nois Films)
- Christian Rothe: Zum Bungalowdorf 1 – A Nachtdigital book. Nachtdigital, Dahlen 2021, ISBN 978-3-00-070968-5.